# Heterarmia opertaria
Heterarmia opertaria là một loài bướm đêm trong họ Geometridae.